# Thomas McKennan

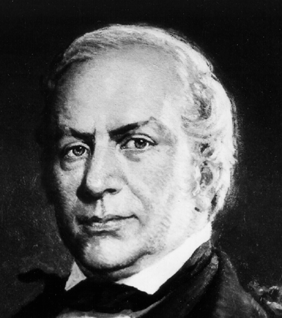
Thomas McKennan

Thomas McKean Thompson McKennan (* 31. März 1794 in New Castle, Delaware; † 9. Juli 1852 in Reading, Pennsylvania) war ein US-amerikanischer Politiker der Whig Party. Er gehörte dem Kabinett von Präsident Millard Fillmore als Innenminister der Vereinigten Staaten an, legte dieses Amt aber schon nach elf Tagen nieder.

## Frühe Lebensjahre
Als Kind zog der in Delaware geborene McKennan mit seinen Eltern nach Pennsylvania, wo sich die Familie in Washington niederließ. Er besuchte die öffentlichen Schulen, graduierte dann am dortigen Washington & Jefferson College und wurde 1814 in die Anwaltskammer aufgenommen, woraufhin er in Washington zu praktizieren begann. Zwischen 1815 und 1816 übte er für kurze Zeit das Amt des stellvertretenden Attorney General von Pennsylvania aus.

## Politische Laufbahn
Ab 1830 betätigte sich McKennan als Politiker. Er wurde für die Anti-Masonic Party ins US-Repräsentantenhaus gewählt, dem er nach mehrfacher Wiederwahl bis 1839 angehörte. Als er 1842 für ein weiteres Jahr in den Kongress zurückkehrte, war er wie viele andere Mitglieder der Anti-Freimaurer-Bewegung zu den Whigs gewechselt. Obwohl seine Parteifreunde im Washington County ihn zu einer weiteren Kandidatur drängten, verzichtete McKennan und verwies darauf, er habe seine Pflicht für die Öffentlichkeit nun erfüllt. Es sei Zeit, sich wieder auf seine Anwaltspraxis zu konzentrieren.
Bei der Präsidentschaftswahl 1848 gehörte er dem Electoral College an, das den Whig-Kandidaten Zachary Taylor ins höchste Staatsamt wählte. Als Taylor ein Jahr nach seinem Amtsantritt verstarb und dessen Vizepräsident Millard Fillmore die Nachfolge antrat, trug dieser Thomas McKennan den Posten des Innenministers an. Er blieb zunächst bei seiner Weigerung, ein öffentliches Amt zu übernehmen, ließ sich dann aber von Freunden und Kollegen überreden. Am 15. August 1850 wurde er Nachfolger des ersten Amtsinhabers Thomas Ewing, bereute seine Entscheidung aber praktisch sofort. Nur elf Tage später trat er bereits zurück.
Während dieser kurzen Amtszeit gelang es McKennan trotzdem, zumindest einen politischen Akzent zu setzen. Als Innenminister trug er die Verantwortung für die Volkszählung des Jahres 1850, bei der es im Hinblick auf die Privatsphäre der befragten Personen offenbar zu Unregelmäßigkeiten gekommen war. In einem Rundschreiben an die zu diesem Zweck eingesetzten US Marshals machte McKennan klar, dass sämtliche von den Mitarbeitern zusammengetragenen Fakten ausschließlich für die Regierung bestimmt seien und weder zum finanziellen Vorteil der Befrager noch zur Befriedigung von deren Neugierde nutzen dürften.
Nach seinem Rücktritt übernahm Thomas McKennan eine weniger anstrengende Aufgabe als Präsident der Hempfield Railroad Company. Diese Eisenbahngesellschaft betrieb den Bau einer Strecke zwischen Wheeling in Virginia und Greensburg in Pennsylvania, die durch seinen eigenen Wohnort Washington führte. Während er sich in geschäftlichen Angelegenheiten in Reading aufhielt, verstarb McKennan am 9. Juli 1852. Er wurde auf dem Friedhof in Washington beigesetzt.